# Destructor Aviere
L'Aviere ("Aviador") va ser un dels disset destructors de classe Soldati, construït per a la Regia Marina a finals dels anys trenta i principis dels anys quaranta.

## Disseny i descripció
Els destructors de classe Soldati eren versions lleugerament millorades de la classe Oriani anterior. Tenien una longitud entre perpendiculars de 101,6 metres i una longitud total de 106,7 metres. Els vaixells tenien una mànega de 10,15 metres i un calat mitjà de 3,15 metres i 4,3 metres amb càrrega profunda. El Soldatis desplaçaven 1.830–1.850 tones mètriques (1.800–1.820 tones llargues) amb càrrega normal, i 2.450–2.550 tones mètriques (2.410–2.510 tones llargues) amb càrrega profund. El seu complement durant la guerra era de 206 oficials i mariners.
L'Aviere estava accionat per dues turbines de vapor d'engranatge Parsons, cadascuna impulsava un eix d'hèlix utilitzant vapor subministrat per tres calderes Yarrow. Dissenyats per a una potència màxima de 48.000 cavalls de potència (36.000 kW) i una velocitat de 34-35 nusos (63-65 km/h; 39-40 mph) en servei, els vaixells de la classe Soldati van assolir velocitats de 39-39. 40 nusos (72–74 km/h; 45–46 mph) durant les seves proves de mar amb una càrrega lleugera. Portaven prou fuel oil per donar-los una autonomia de 2.340 milles nàutiques (4.330 km; 2.690 milles) a una velocitat de 14 nusos (26 km/h; 16 mph) i 682 nmi (1.263 km; 785 milles) a una velocitat de 34 nusos (63 km/h; 39 mph).
La bateria principal de l'Aviere constava de quatre canons de 120 mil·límetres de calibre 50 en dues torretes de dos canons, una a davant i a darrere de la superestructura. En una plataforma al mig del vaixell hi havia un canó d'obús estrella de 120 mil·límetres de calibre 15. La defensa antiaèria (AA) del Soldatis era proporcionada per vuit canons Breda Model 1935 de 20 mil·límetres. Els vaixells estaven equipats amb sis tubs de torpedes de 533 mil·límetres en dos muntatges triples al mig del vaixell. Tot i que no tenien un sistema de sonar per a tasques antisubmarines, estaven equipats amb un parell de llançadors de càrrega de profunditat. Els vaixells podien portar 48 mines.

## Història
Al començament de la Segona Guerra Mundial va formar part de l'XI Esquadró de Destructors, juntament amb els seus germans Artigliere, Geniere i Camicia Nera.
L' 11 de juny de 1940 va ser enviat a patrullar a l'estret de Sicília juntament amb la resta de la XI Esquadrilla, la XII Esquadrilla de Destructors (Ascari, Lanciere, Carabiniere, Corazziere), la III Divisió (creuers pesants Trento, Pola, Bolzano) i la VII  Divisió (creuers lleugers Attendolo i Duca d’Aosta).
El 19 de juny va partir d'Augusta juntament amb els altres tres vaixells del XI Esquadró per transportar subministraments a Bengasi, on va arribar l'endemà.
El 7 de juliol, a les 15.45h, va sortir de Messina juntament amb les unitats seccionals i la III Divisió (Trento i Bolzano), per després unir-se a la resta del II Esquadró Naval (creuer pesat Pola, divisions de creuers I, II i VII per un total de 9 unitats i esquadrons, es va incorporar a la I Esquadra i va participar en la batalla de Punta Stilo el 9 de juliol: durant la retirada de la flota italiana en aquest enfrontament, l'XI Esquadró va albirar i atacar els vaixells britànics a les 16.15 h; en concret, a les 16.20 hores, l'Aviere , després d'haver sortit de la cortina de fum estesa pel líder de la classe Artigliere, es va traslladar a 10.800 metres de les unitats enemigues i va llançar sense èxit els torpedes juntament amb les altres tres unitats (que van llançar un total de 10 torpedes, 7 contra un cuirassat i 3 contra un creuer).
El matí del 6 d'octubre va salpar de Messina amb els tres germans juntament amb la III Divisió (Trento, Trieste, Bolzano) en suport, amb altres unitats, de l'operació "CV" que va veure 2 vaixells mercants i 4 destructors en ruta cap a Líbia; No obstant això, tots els vaixells van tornar al port després de l'albirament de cuirassats anglesos.
La nit entre l'11 i el 12 d'octubre de 1940 va ser enviat a patrullar -a les ordres del capitano di fregata Carlo Tallarigo- conjuntament amb les 3 unitats de la XI Esquadrilla i les torpedineres de la I Esquadrilla (Alcione, Airone, Ariel) a la zona a l'est de Malta, a la recerca de vaixells britànics que havien d'estar en aquella zona. A primera hora de la nit del 12 d'octubre, els tres torpediners del I Esquadró van atacar el creuer lleuger HMS Ajax, que formava part d'un desplegament naval britànic més gran que tornava a Alexandria després d'escoltar un comboi a Malta: en va derivar un enfrontament violent i confús, després del qual l'Airone i l'Ariel van ser enfonsats, mentre que l'Ajax va patir danys menors. Abans d'atacar, a les 1.37 hores, els torpediners havien llançat un senyal de descoberta, que va ser rebut en diferents moments pels destructors de la XI Esquadrilla: l'Aviere el va rebre a la 1:56 i, després de virar al nord i es llançà a l'atac albirant primer el creuer britànic a les 2:10 hores; preparat per llançar els torpedes, però a les 2.15 hores, abans que el destructor pogués procedir al llançament, l'Ajax va obrir foc amb els seus canons, colpejant l'Aviere amb dues salves, una a proa i l'altra a popa: el sistema elèctric del vaixell, el centre de tir i el complex de popa de 120 mm van ser destruïts. A les 2:18 el maltret Aviere, sense potència, amb greus danys i la velocitat reduïda a 14 nusos, es va retirar. Just després de l'alba l'Aviere es va unir al Geniere i es va dirigir cap a Augusta, on va arribar a la matinada.
A les 7 de la tarda del 23 de febrer de 1941 va salpar de Nàpols i va escortar a Trípoli, juntament amb el Geniere, el destructor da Noli i la torpedinera Castore, els vaixells mercants Ankara, Marburg, Reichenfels i Kybfels.
Del 12 al 13 de març va actuar com a escorta indirecta, juntament amb el Carabiniere, el Corazziere, la torpedinera Dezza i els creuers Trento, Trieste i Bolzano, a un comboi (transports de tropes Conte Rosso, Marco Polo i Victoria, destructors Folgore, Camicia Nera i Geniere) en ruta Nàpols-Trípoli.
El 14 d'abril va sortir de Nàpols per escortar a Trípoli, juntament amb els destructors Grecale, Geniere i Camicia Nera i la torpedinera Pleiadi, els vapors  Alicante, Santa Fe, Maritza i Procida; després d'una parada a Palerm que va durar del 17 a les vuit del 18 d'abril per evitar l'atac dels vaixells anglesos, el comboi va continuar fins al port libi on va arribar el dia 20.
L'11 de maig va escortar un comboi format pels mercants Preussen, Wachtfels, Ernesto, Tembien, Giulia i Col di Lana juntament amb els destructors Dardo, Geniere, Grecale,  Scirocco i Camicia Nera: havent sortit de Nàpols, els vaixells van arribar a Trípoli el 14.
El 3 de juny formava part de l'escorta del comboi "Aquitania": incloïa els vaixells mercants Aquitania, Caffaro, Nirvo, Montello, Beatrice Costa i el petroler Pozarica, en ruta Nàpols-Trípoli amb l'escorta, a més de l'Aviere, dels destructors Dardo, Geniere i Camicia Nera i de la torpedinera Missori; el 4 de juny, mentre els vaixells es trobaven a unes vint milles de les illes Kerkennah, van ser atacats per avions que van impactar amb el Montello, que va explotar sense deixar supervivents, i el Beatrice Costa, que, irremeiablement danyat, va haver de ser abandonat i enfonsat per la Camicia Negra.
El 25 de juny va sortir de Nàpols com a escorta (juntament amb els destructors Gioberti, Geniere i Da Noli) als transports de tropes Esperia, Marco Polo, Neptunia i Oceania (l'escorta indirecta va ser proporcionada pels creuers Trieste i Gorizia i els destructors Ascari, Corazziere i Carabiniere); després d'una parada a Tàrent el 27, els vaixells van arribar a Trípoli el 29 malgrat alguns atacs aeris (que van causar lleugers danys a l'Esperia).
El 4 d'agost va sortir de Nàpols, escortant un comboi format pels vaixells de vapor Nita, Aquitania, Ernesto, Nirvo i Castelverde (la resta de l'escorta estava formada pels destructors Gioberti, Geniere, Oriani i Camicia Nera i la torpedinera Calliope), al qual es va incorporar després va afegir el petrolier Pozarica; el 6 d'agost el Nita, atropellat per avions del 830è Esquadró britànic, es va enfonsar al punt 35°15' N i 12°17' E, malgrat els intents del Camicia Nera i del Calliope per salvar-lo, mentre que els altres vaixells de el comboi va arribar a destinació l'endemà.
Entre el 29 d'agost i el 2 de setembre va escortar (juntament amb els destructors Oriani, Da Noli, Camicia Nera, Usodimare i Pessagno) un comboi compost pel transport de tropes Victoria, Neptunia i Oceania primer de Nàpols a Trípoli i després tornant de Trípoli a Tàrent; els vaixells van arribar il·lesos al seu destí, malgrat un atac del submarí britànic Upholder.
El 23 de setembre va escortar, juntament amb el Camicia Nera, els destructors Lanciere, Carabiniere, Ascari i Corazziere amb la intenció de posar un camp de mines al sud-est de Malta.
La nit del 12 al 13 d'octubre hauria d'haver posat al seu torn un camp de mines, juntament amb els destructors Vivaldi, Malocello, Pigafetta, da Verrazzano i Camicia Nera i els creuers lleugers Eugenio di Savoia, Montecuccoli i Duca d'Aosta, però l'operació va ser cancel·lat arran de la sortida de la flota mediterrània.
A les 8.10 del matí del 21 de novembre va sortir de Nàpols juntament amb el Camicia Nera, el Sapiere, el Curazziere i el Carabiniere i els creuers Garibaldi i Duca degli Abruzzi per actuar com a escorta indirecta de dos combois cap a Líbia. L'operació va fracassar després d'atacs aeris i submarins (que van danyar greument el Duca degli Abruzzi i el creuer pesant Trieste) i a la 1 del matí del dia 22 l'Aviere es va desprendre juntament amb el creuer pesant Gorizia per escortar els combois que tornaven a Tàrent.
El 13 de desembre, a les 19.40 hores, va sortir de Tàrent juntament amb el cuirassat Doria, els creuers Attendolo i Duca d'Aosta i els destructors Ascari i Camicia Nera per donar escorta indirecta a l'operació «M 41» (tres combois per a Líbia) compost per 6 vaixells mercants, 5 destructors i un vaixell torpediner), que però va ser arruïnat per atacs submarins, que es van enfonsar dos transports (el Fabio Filzi i el Carlo del Greco) i van danyar seriosament el cuirassat Vittorio Veneto; l'Aviere es va desplaçar per escortar el Vittorio Veneto que tornava a Tàrent, juntament amb els destructors Vivaldi, Da Noli, Geniere, Carabiniere i Camicia Nera i els torpediners Lince i Aretusa.
El 16 de desembre va donar cobertura estreta -juntament amb Ascari i Camicia Nera, el cuirassat Duilio i els creuers Duca d'Aosta, Attendolo i Montecuccoli - a una operació de comboi per a Líbia, el «M 42» (que va veure l'ús d'un total de 4 transports amb 14.770 tones de subministraments i 212 soldats a bord, 7 destructors i un vaixell torpediner), conclòs amb èxit.
A les 18.50 del 3 de gener de 1942 va sortir de Tàrent juntament amb els destructors Carabiniere, Alpino, Ascari, Pigafetta, Geniere, Da Noli i Camicia Nera, els creuers pesats Trento i Gorizia i els cuirassats Littorio, Cesare i Doria per donar escorta indirecta als l'operació «M 43» (tres combois a Líbia amb un total al mar 6 vaixells mercants, 6 destructors i 5 vaixells torpediners): tots els vaixells mercants van arribar a la seva destinació el 5 de gener i a les 17.00 d'aquell dia el grup «Littorio», inclòs l'Aviere, va tornar a Tàrent.
El 22 de gener va formar part -juntament amb els destructors Vivaldi, Malocello, Da Noli, Geniere i Camicia Nera i les torpedineres Orsa i Castore - de l'escorta directa al «T. 18" (un comboi format pel transport de tropes Victoria -que va sortir de Tàrent- i els carguers Ravello, Monviso, Monginevro i Vettor Pisani -que van salpar des de Messina-, amb un total de 15.000 tones de material a bord, 97 tancs, 271 vehicles i 1.467 homes); el dia 23, en marxa, el Victoria va ser immobilitzat per un atac de 3 torpediners; l'Aviere i el Camicia Nera es van aturar per assistir-la, però un segon atac realitzat per 4 avions va assolir el cop definitiu a la nau a motor (1064 dels 1455 homes a bord es van salvar).
A les 16.00 hores del 21 de febrer va partir de Tàrent amb els destructors Ascari, Geniere i Camicia Nera i el cuirassat Duilio i va oferir escorta indirecta a l'operació «K 7» (dos combois amb 5 carguers, un camió cisterna, 10 destructors i 2 torpedineres directe a Trípoli).
Del 7 al 10 de març va participar en l'operació de trànsit «V 5» (consistent en l'enviament de 4 vaixells de motor ràpid a Líbia) juntament amb els creuers Garibaldi i Eugenio di Savoia.
A la mitjanit del 21 de març, la unitat, juntament amb els destructors Grecale, Ascari i Oriani, va partir de Tàrent juntament amb el cuirassat Littorio, prenent part aleshores en la inconclusa segona batalla de Sirte, en la qual però no va tenir un paper significatiu.
També durant l'any 1942 l'Aviere va ser sotmès a uns treballs que van suposar l'eliminació de la peça il·luminadora de 120 mm i la càrrega de 4 metralladores antiaèries de 20 mm.
L'agost d'aquell any, el capità Ignazio Castrogiovanni va prendre el comandament de la nau.
La nit entre l'11 i el 12 d'agost de 1942, durant la batalla de mitjans d'agost, va fer la mar amb els creuers de les Divisions III (Trieste, Gorizia i Bolzano) i VII (Eugenio di Savoia, Attendolo i Montecuccoli) i 9 destructors: l'objectiu era atacar el comboi britànic "Pedestal", ja delmat pels atacs d'avions, submarins i torpedineres a motor, i aniquilar-lo; la formació italiana, però, va ser retornada per por dels atacs enemics, però durant la navegació de tornada el submarí HMS Unbroken va torpedinar i danyar seriosament el Bolzano i l'Attendolo: l'Aviere i el Geniere van agafar el Bolzano a remolc, en flames, i el van fer encallar prop de Panarea.
Al setembre va ser cap d'escorta durant una operació de trànsit per a Líbia que va veure l'enviament de 4 vaixells mercants (un, però, va haver de tornar després dels danys patits en un atac aeri) protegits per 8 vaixells d'escorta.
Posteriorment va realitzar una missió de transport a Líbia, amb la resta d'unitats de l'XI Esquadró, de gasolina en llet.
El 17 d'octubre d'aquell any la unitat va partir de Corfú com a escorta, juntament amb Geniere i Camicia Nera, fins al vaixell a motor Ankara; el comboi es va unir al format pel vaixell a motor Monginevro escortat per les torpedineres Orsa i Aretusa (procedents de Bríndisi), sent després reforçat pel destructor Alpino, i es va dividir de nou cap al final de la navegació: mentre els altres vaixells es dirigien cap a Tobruk, l'Aviere, el Montginevro, el Geniere i el Camicia Nera van arribar a Bengasi.
El 16 de desembre de 1942 va sortir de Nàpols per escortar el motor alemany Ankara fins a Bizerta, juntament amb el seu vaixell germà Camicia Nera.A les 11.15 hores del 17 de desembre, a unes quaranta milles al nord de Bizerta, el submarí britànic Splendid va atacar el comboi amb el llançament d'uns torpedes: una dels torpedes va colpejar l'Aviere, que va explotar, va inclinar-se per estribord i es va trencar en dos i es va enfonsar en l'espai d'uns segons, en la posició 38° 00′ N, 10° 05′ E / 38.000°N,10.083°E.
A bord de l'Aviere hi havia entre 230 i 250 homes: d'aquests, un centenar van aconseguir abandonar el vaixell, però cap dels supervivents va ser recollit pel  Camicia Nera o l'Ankara, que es van allunyar a tota velocitat; l'enfonsament del vaixell havia estat tan ràpid i violent que només dues basses salvavides, així com diverses restes, s'havien separat de les superestructures. Quan, durant la tarda, els torpediners Calliope i Perseo van arribar als nàufrags, només 30, entre els quals només dos oficials (el segon al comandament - Olinto Di Serio - i un oficial de màquines; aquest últim va morir més tard a l'hospital de Torrebianca, a Trapani) com a resultat de la ingestió de nafta) encara estaven vius.
Entre els 220 (segons una altra font 200) morts i desapareguts també hi havia el comandant Castrogiovanni, que, després d'haver reunit i animat els homes, va cedir el seu lloc en una bassa a un mariner esgotat i va desaparèixer al mar: se li va concedir la medalla d'or al valor militar a títol pòstum.

### Comandants
- Capitano di fregata Giovanni Viansino - 31 d'agost de 1938 - 1939
- Capitano di fregata Cesare Boccella Duclos -1939
- Capitano di fregata Carlo Tallarigo di Zagarise e Sersale - 1939 - 19 de novembre de 1940
- Capitano di vascello Luciano Bigi - 20 de novembre de 1940 - 25 de febrer de 1942
- Capitano di vascello Gastone Minotti - 16 de febrer de - 30 d'agost de 1942
- Capitano di vascello Ignazio Castrogiovanni - 31 d'agost de - 17 de desembre de 1942